# Polycentropus vanachakuni
Polycentropus vanachakuni là một loài Trichoptera thuộc họ Polycentropodidae. Chúng phân bố ở miền Ấn Độ - Mã Lai.